# Arturo Esquivias Ojeda
Arturo Esquivias Ojeda (Jaral del Progreso, Guanajuato, 1931 - Mexicali, Baja California, 27 de marzo de 2012) fue un fotógrafo mexicano.
Publicó su primeras fotos en Jueves de Excélsior. Ganó diversos premios nacionales e internacionales, y reconocimientos por su obra en México y Estados Unidos, entre ellos el del Club Fotográfico de México, el de The Photographic Society of America, y el de Mejor Fotógrafo del Año (1976) de la revista especializada Fotozoom. Estuvo en los Premios Pioneros Forjadores de Baja California de 1998.
Su trabajo es publicado por revistas especializadas como Magazine Wide Angles, Petersen´s Photographic y Photographer´s Forum. Presentó exposiciones en los Estados Unidos y en Europa. 
- Datos: Q5707220